# Cuscuta pamirica
Cuscuta pamirica là một loài thực vật có hoa trong họ Bìm bìm. Loài này được Butkov mô tả khoa học đầu tiên năm 1948.